# Tom Snow
Thomas Righter „Tom“ Snow (* 1947 in Princeton,  New Jersey)  ist ein US-amerikanischer Liedtexter, Komponist und Pianist, der zweimal für einen Oscar nominiert wurde und zahlreiche Musikpreise gewinnen konnte.

## Leben
Im Jahr 1965 war Snow Student des Berklee College of Music in Boston und machte sich Hoffnung auf eine Karriere als Jazz-Pianist. Vier Jahre später machte er seinen Bachelor-Abschluss im Fach Musikkomposition als zweitbester seiner Klasse. Zwar wollte er immer noch Jazzpianist werden, verfolgte aber auch das Ziel, sich eine Karriere mit dem Schreiben von Songs aufzubauen. Im Sommer 1969 begab er sich nach Kalifornien und fand einen 
Job bei Viscount Records in Santa Monica. Zusammen mit einem weiteren Mitarbeiter Michael Fondiler schrieb er Lieder im Bereich der Volksmusik für Clubs und kleinere Restaurants. Beide wurden von Michael O’Bryant entdeckt und bekamen einen Vertrag für ein Album bei Clean Records, einer Tochtergesellschaft von Atlantic Records. Ein Jahr später wurde ihre LP Country veröffentlicht. 1975 entstanden bei Capitol Records, wo Snow inzwischen unter Vertrag stand, seine zwei Soloalben Taking I All in Stride und Tom Snow, 1982 entstand sein letztes Solo-Album Hungry Nights (Clive Davis Arista Records).
1977 schrieb Snow die beiden Songs Thunder in My Heart und Gettin’ Ready for Love für die Fernsehserie Top of the Pops und verlegte sich sukzessive aufs Songschreiben für andere. Noch im selben Jahr bekam er seine erste BMI Airplay Auszeichnung für den Song You, den Snow für sein erstes Album bei Capitol geschrieben hatte und der von Rita Coolidge gesungen, und ein Top-40-Hit für die Sängerin wurde. Der Erfolg dieses Songs war der Beginn von Snows Karriere als Liedtexter. In den nächsten 25 Jahren arbeitete er mit einer Vielzahl von Künstlern in und um Hollywood zusammen, die zu den besten ihres Genres gehören. So arbeitete er auch für Film und Fernsehen und komponierte die Musik zu dem Broadway-Musical Footloose. Mit der britisch-australischen Sängerin Olivia Newton-John, sowie mit dem Zauberkünstler David Copperfield arbeitete Snow mehrfach zusammen. 
Snow gewann zahlreiche Preise und wurde für viele nominiert, darunter den Oscar, den Grammy, den Emmy und den Tony Award. Auch zahlreiche BMI-Auszeichnungen für seine Songs befinden sich unter seinen Auszeichnungen. Auf der Oscarverleihung 1985 war er zusammen mit Dean Pitchford für einen Oscar nominiert in der Kategorie „Bester Song“  mit dem Lied Let’s Hear It for the Boy aus dem Tanzfilm Footloose. Der Oscar ging jedoch an Stevie Wonder und das Lied I Just Called to Say I Love You aus Gene Wilders Filmkomödie Die Frau in Rot. 1986 gewann Snow den renommierten Robert J. Burton Award für den BMI Most Performed Country Song des Jahres Do not Call It Love, gesungen von Dolly Parton.
1990 wurde Snow, wiederum zusammen mit Dean Pitchford, erneut für einen Oscar nominiert. Für die Filmkomödie Ein himmlischer Liebhaber schrieben sie den Song After All. Als Sieger aus der Oscarwahl gingen Howard Ashman und Alan Menken und das Lied Under the Sea aus dem Zeichentrickfilm Arielle, die Meerjungfrau hervor. 
Die Internet Movie Database listet im Bereich Soundtrack 72 Filme, an denen Snow mitarbeitete. Im Jahr 2000 wurde der Künstler mit dem Distinguished Alumnus Award von Berklee geehrt. Mit seiner Frau Mary Belle lebt Snow in Montecito in Kalifornien.

## Filmografie (Auswahl)
- 1977: Top of the Pops (Fernsehserie, Texter von Thunder in My Heart, Gettin’ Ready for Love)
- 1980: Olivia Newton-John (Fernsehspecial, Texter von Deeper Than the Night)
- 1980: The Midnight Special (Fernsehserie, Texter von He’s So Shy)
- 1982: Olivia Newton-John: Let’s Get Physical (Fernsehfilm, Texter von Recovery, Make a Move On Me)
- 1983: Bette Midler No Frills (Fernsehfilm, Texter von All I Need to Know)
- 1983: Zwei vom gleichen Schlag (Two of a Kind; Texter von Livin’ in Desperate Times)
- 1984: Footloose (Musik: Let’s Hear It for the Boy, Text Somebody’s Eyes)
- 1984: Olivia Newton-John: Twist of Fate (Kurzvideo; Texter von Livin’ in Desperate)
- 1985: The Magic of David Copperfield VII: Familiares (Fernseh-Special; Texter: Let’s Hear it for the Boys)
- 1986: Fame – Der Weg  zum Ruhm (Fernsehserie, Texter von Come What May)
- 1986: Nochmal so wie letzte Nacht (About Last Night...; Texter von So Far, so Good, Natural Love)
- 1988: Oliver & Co. (Oliver & Company; Musik: Streets of Gold, auch produziert)
- 1989: Ein himmlischer Liebhaber (Chances Are; Musik + Text: After All (Love theme von Chances Are))
- 1989: Sing – Die Brooklyn-Story (Sing; Texter von One More Time, We’ll Never Say Goodbye, What’s the Matter with Love?, You Don’t Have to Ask Me Twice)
- 1990: Drei Männer und eine kleine Lady (3 Men and a Little Lady; Musik: Always Thinking of you, auch produziert)
- 1991: Der Mann ihrer Träume (The Butcher’s Wife; Loves Moves in Mysterious Ways)
- 1992: Liebling, jetzt haben wir ein Riesenbaby (Honey, I Blew Up the Kid; Texter von Ours If We Want It)
- 1992: Arielle, die Meerjungfrau – Whale of a Tale (Fernsehserie; Musik: Just a Little Love, You Gotta Be You)
- 1992: Beverly Hills, 90210 – Destiny Rides Again (Fernsehserie; Texter von Time To Be Lovers)
- 1993: Melrose Place – Three’s a Crowd (Fernsehserie; Texter von Time To Be Lovers)
- 1993: Die Abservierer (Another Stakeout; Texter von Love Has a Mind of Its Own)
- 1995: Goofy – Der Film (A Goofy Movie); Arrangement und Musik: After Today, On the Open Road, Nobody Else But You, Solist  und Produzent: After Today
- 1997: Selena – Ein amerikanischer Traum (Selena; Texter von Dreaming of You)
- 1998: Disney Sing-Along-Songs: Honor to Us All (Kurzvideo; Musik: We Are One, On the Open Road)
- 1998: Der König der Löwen 2 – Simbas Königreich (The Lion King II: Simba’s Pride; Texter von We Are One, One of US, Love Will Find A Way)
- 2000: Distinguished Alumnus Award von Berklee
- 2001: Ally McBeal – Reach Out and Touch (Fernsehserie; Texter von Somewhere Down the Road)
- 2002: Will & Grace – A Chorus Lie (Fernsehserie; Texter von Let’s Hear It for the Boy)
- 2003: Bruce Allmächtig (Bruce Almighty; Texter von Don’t Know Much)
- 2003: Scrubs – Die Anfänger – My Lucky Night (Scrubs, Fernsehserie; Texter von Don’t Know Much)
- 2004: Dirty Dancing 2 (Dirty Dancing: Havana Nights; Texter von El Beso Del Final)
- 2004: 20th Century Masters: The Best of Olivia Newton-John – The DVD Collection (Video; Texter von Deeper Than the Night)
- 2006: American Dad – The American Dad After School Special (Zeichentrickserie; Texter von Let’s Hear It For the Boy)
- 2007: Olivia Newton-John and the Sydney Symphony Orchestra: Live at the Sydney Opera House (Texter von Make A Move On Me)
- 2009–2014: Dancing on Ice (5 Folgen; Texter von Let’s Hear It for the Boy, Don’t Know Much)
- 2011: Footloose (Texter von Let’s Hear It for the Boy)
- 2013: Words and Pictures (Texter von You Bring The Sun Out)
- 2014: Strictly Come Dancing – Week 9 (Fernsehserie; Texter von Let’s Hear It for the Boy)

## Auszeichnungen (Auswahl)
- 1985: Grammy Awards, Nominierung in der Kategorie „Best Album of Instrumental Score written for a Motion Picture or Television Special“ mit Footloose
- 1985: Oscarnominierung für Let’s Hear It for the Boy aus Footloose
- 1990: Oscarnominierung für After All aus Ein himmlischer Liebhaber
- 1990: Nominierung für den Golden Globe Award zusammen mit Dean Pitchford für den Song After All aus Ein himmlischer Liebhaber
- 1990: BMI Film & TV Awards Gewinner in der Kategorie „Most Performed Song from a Film“ mit dem Song After All (zus. mit Dean Pitchford) aus Ein himmlischer Liebhaber sowie Gewinner in der Kategorie BMI TV  Music Award (zus. mit Michael Leeson) für die Fernsehserie Grand
- 1990: Grammy Awards, Nominierung in der Kategorie „Best Recording for Children“ für das Album Oliver & Company
- 1998: Primetime Emmy Awards, Gewinner des Emmy mit der Musik zu Fame L.A.
- 1999: Annie Awards, Nominierung für die Annie mit Der König der Löwen 2 – Simbas Königreich